# Parti vert (Slovaquie)

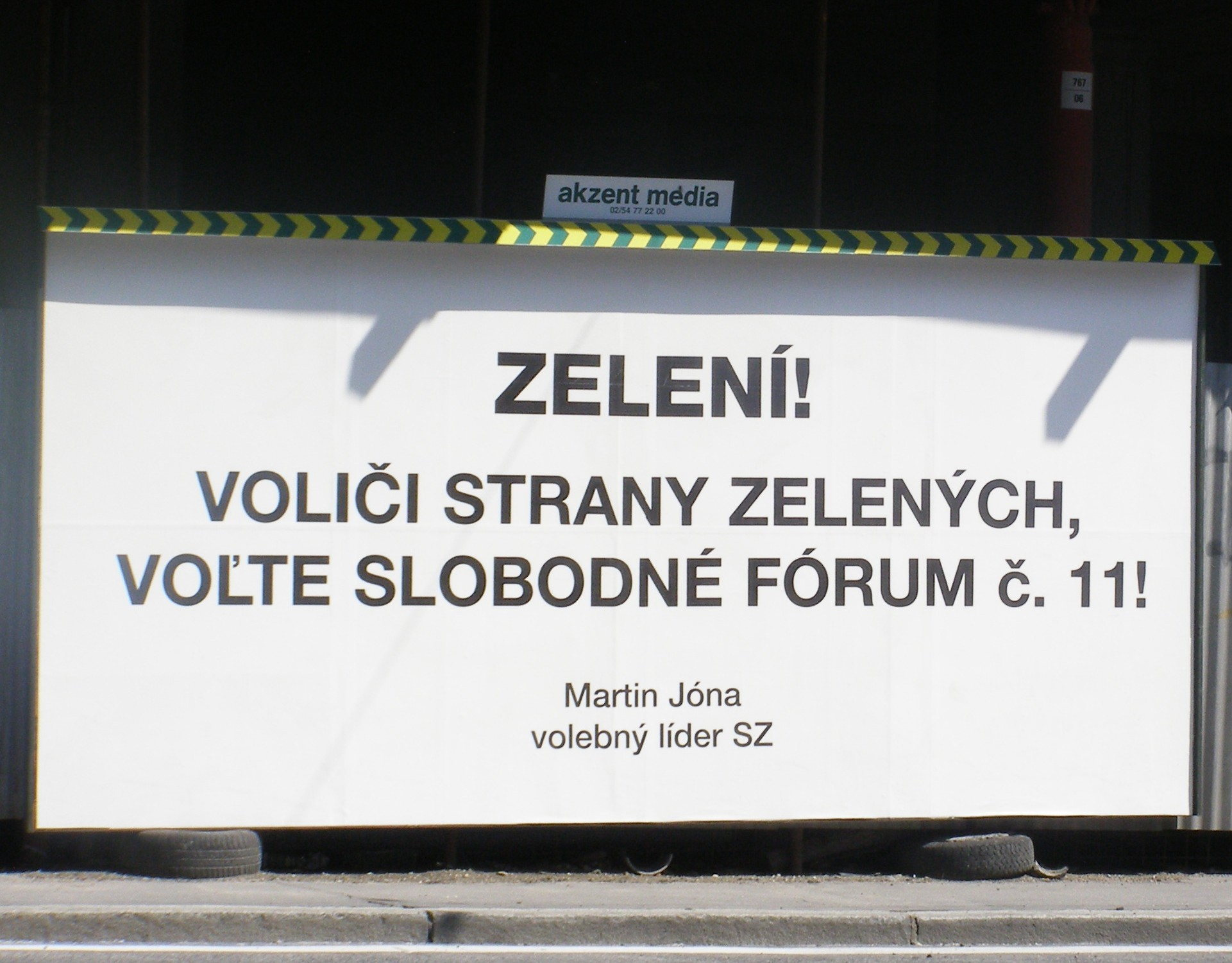
Panneau d'affichage pour le parti vert slovaque, Bratislava

Le Parti vert (en slovaque : Strana zelenýc, SZ) était un parti politique écologiste slovaque fondé en 1989qui était membre du Parti vert européen. Il est dissout en 2022.
Après avoir obtenu 3,49 % des voix et 6 sièges de députés lors des premières élections parlementaires démocratiques organisées en 1990, le Parti vert s'est progressivement affaissé et n'a plus obtenu d'élu ni même de score significatif depuis lors.